# Mick Foley
Michael Francis Foley (Bloomington, 7 giugno 1965) è un ex wrestler e scrittore statunitense.
È principalmente noto per la sua militanza nella World Wrestling Federation/Entertainment, dove indossò i panni di Mankind, Cactus Jack e Dude Love, oltre che con il suo vero nome. Prima di approdare nella federazione di Vince McMahon lottò nella World Championship Wrestling, nella Extreme Championship Wrestling, nella National Wrestling Alliance, oltre che in Giappone e in numerose federazioni appartenenti al circuito indipendente, guadagnandosi la fama di wrestler hardcore, che lo accompagnò in tutta la sua carriera, venendo soprannominato "The Hardcore Legend". Tra il 2008 e il 2011 lottò nella Total Nonstop Action Wrestling.
Nel corso della sua carriera vinse ventisette titoli di cui quattro titoli mondiali, avendo detenuto tre volte il WWF Championship e una volta il TNA World Heavyweight Championship. Nel 2013 fu indrodotto da Terry Funk nella WWE Hall of Fame.
Dopo aver pubblicato la sua autobiografia, intitolata Have a Nice Day!, nei primi anni duemila, riscosse un grandissimo successo di pubblico e critica con la pubblicazione di quattro libri di storie per bambini.

## Carriera
Ispirato dalle gesta da "Superfly" Jimmy Snuka, desidera sin da ragazzo intraprendere la carriera del wrestler professionista; la sua attitudine spericolata è documentata da alcuni videotape nei quali si cimenta in backyard wrestling con alcuni amici, interpretando la sua prima gimmick, quella del playboy "Dude Love"; in uno di questi video, si getta dal tetto di casa sua atterrando su dei materassi. In seguito questo personaggio, in una versione più elaborata, verrà adottato anche in WWF.
Oltre che in WCW e WWF/E, è stato anche uno degli atleti di punta della scomparsa federazione hardcore Extreme Championship Wrestling di Paul Heyman, dove si rese protagonista di match sanguinosi e brutali interpretando un'altra gimmick, quella del folle ed autolesionista Cactus Jack, poi anch'esso ripreso nella federazione di Stamford.
Comunque, il personaggio con cui arriva al maggior successo, vincendo anche per tre volte il WWF Championship, è stato quello del bizzarro Mankind, che fu coinvolto in due storiche faide, con The Rock e The Undertaker.

### Circuito indipendente (1986–1991)
Dopo aver svolto varie professioni, tra cui il bagnino, iniziò a combattere per diversi anni in federazioni minori appartenenti al circuito indipendente e iniziò a ricevere offerte da molte federazioni regionali, inclusa la Universal Wrestling Federation. Entrò nella Continental Wrestling Association con il ring name Cactus Jack, dove faceva coppia con Gary Young come parte della stable Stud. Cactus e Young detennero brevemente i CWA Tag Team Championship a fine 1988. Il 20 novembre, lasciò la CWA per la World Class Championship Wrestling con sede in Texas.
In questa federazione Cactus Jack, accreditato come Cactus Jack Manson, divenne un membro importante della squadra di Skandor Akbar. vinse anche diversi titoli, inclusi il titolo di campione dei pesi leggeri e quello di campione di coppia, prima di lasciare la compagnia, perdendo il suo ultimo incontro in appena nove secondi in favore di Eric Embry. Successivamente lottò per breve tempo nella Continental Wrestling Federation dell'Alabama prima di fare una prima fugace apparizione nella World Championship Wrestling, con incluso un match contro Mil Máscaras a Clash of the Champions X: Texas Shootout. Fu durante questo periodo che rimase coinvolto in un incidente d'auto che gli causò la perdita di due incisivi superiori, cosa che aggiunse al suo look l'aspetto caratteristico per il quale è famoso. Dopo la breve parentesi in WCW, firmò per l'Universal Wrestling Federation di proprietà di Herb Abrams. In UWF, fece coppia con "Cowboy" Bob Orton in vari scontri con Don Muraco, Sunny Beach, e Brian Blair.
Ben presto però lasciò la UWF per la più prestigiosa Tri-State Wrestling, il cui stile di lotta violento si addiceva maggiormente al suo stile di combattimento. Una sera, durante il Tri-State's Summer Sizzler 1991, Cactus Jack e Eddie Gilbert ebbero tre incontri consecutivi l'uno contro l'altro: Cactus vinse un Falls Count Anywhere Match, perse uno Stretcher match, per poi farsi squalificare insieme al suo avversario in uno Steel Cage Match all'interno di una gabbia d'acciaio. Queste sfide attirarono l'attenzione dei promoter della World Championship Wrestling, e dopo una breve parentesi nella Global Wrestling Federation passò alla WCW.

### World Championship Wrestling (1991–1994)
Il 5 settembre 1991, interpretando la gimmick del sadico "Cactus Jack Manson" (il cognome Manson verrà presto accantonato), debuttò come heel nella World Championship Wrestling attaccando l'uomo di punta della federazione, Sting. Dopo faide interlocutori con Van Hammer e Abdullah the Butcher, Cactus Jack decide di confrontarsi con Sting, allora campione mondiale WCW, in un Falls Count Anywhere Match a Beach Blast 1992, che Sting vince. Per lungo tempo, considerò questo il suo miglior incontro di sempre. Allo show celebrativo Clash of the Champions XX: 20th Anniversary sfidò senza successo il campione WCW Ron Simmons.
Dopo aver passato circa 6 mesi in WCW in qualità di heel, Cactus Jack divenne un face dopo aver iniziato una faida con Paul Orndorff, Harley Race e Big Van Vader. Jack e Orndorff combatterono l'uno contro l'altro per un posto nella squadra del campione WCW Vader a Clash of the Champions di quell'anno. Dopo il match, Race e Orndorff attaccarono Jack, rendendolo così un face agli occhi del pubblico. Successivamente, a Clash of Champions, Cactus Jack aiutò la squadra di Sting a vincere l'incontro. Iniziò quindi un feud con Orndorff, sconfiggendolo in un falls-count-anywhere match a SuperBrawl III. In seguito si focalizzò su Vader.
Cactus Jack lottò contro Vader il 6 aprile 1993, vincendo per count-out, rimanendo però fortemente provato dallo scontro. Come risultato, nel rematch del 23 aprile, i due inscenarono una manovra pericolosa per dare vita ad una storyline sull'infortunio di Foley. Vader rimosse il tappetino protettivo da bordo ring ed eseguì una violenta powerbomb su Cactus Jack schiantandolo sul pavimento in cemento, causandogli un infortunio reale che temporaneamente perse la sensibilità del piede sinistro, e causandone uno stop forzato dall'attività. Durante la convalescenza, i booker della WCW idearono un angle nel quale l'assenza di Cactus Jack era dovuta ad un internamento in manicomio, dal quale era scappato, e dopo la fuga aveva perso la memoria. Foley avrebbe voluto che la storyline sul suo infortunio fosse più seria, generando così simpatia nei suoi confronti da parte del pubblico e creando attesa per il suo ritorno; invece, la poco credibile storyline messa in atto dalla WCW non produsse gli effetti sperati.
Durante uno dei più brutali incontri di tutti i tempi in WCW, Cactus Jack si scontrò con Vader in un Texas Death match a Halloween Havoc 1993. L'alto livello di violenza del feud fece sì che la WCW si rifiutasse di organizzare ancora match tra Cactus Jack e Vader da mostrarsi in un pay-per-view. Il 16 marzo 1994, a Monaco in Germania, durante un tour WCW in Europa, Foley e Big Van Vader diedero vita ad uno dei match più famigerati nella storia del wrestling, nel quale Foley perse realmente gran parte del suo orecchio destro a causa di un incidente con le corde accaduto sul ring. Più tardi lo stesso anno, Cactus Jack e Kevin Sullivan vinsero i titoli di campioni di coppia a Slamboree 1994.

### Varie federazioni (1994–1996)
Dopo aver lasciato la WCW, si accasò alla neonata Extreme Championship Wrestling e iniziò subito un feud con Sabu. Cactus Jack in seguito fece coppia con Terry Funk, Mikey Whipwreck, e Kevin Sullivan combattendo nella sezione tag team. Vinse due ECW World Tag Team Championship insieme a Whipwreck.
Verso la fine del 1994, iniziò a combattere anche nella Smoky Mountain Wrestling, sempre con il nome di Cactus Jack, causando la perdita del TV Title da parte di Boo Bradley. All'epoca spesso faceva coppia con Brian Lee per combattere in match contro Bradley e Chris Candido.
Nel 1995, andò in Giappone per lottare nella International Wrestling Association of Japan, dove ebbe diversi feud con Terry Funk e Shoji Nakamaki. Durante questo breve periodo in Giappone, si guadagnò il soprannome di Tsunami Stopper, ma ben presto fece ritorno alla ECW per combattere contro The Sandman. Funk lo raggiunse per far squadra con Sandman, e durante un match particolarmente violento, i due colpirono Cactus con una canna di bambù per ben quarantasei volte. Cactus Jack allora sconfisse Funk all'Hostile City Showdown 1995. Più tardi, affrontò Sandman per il titolo ECW. Durante il match, Cactus Jack mise ko Sandman e fu dichiarato vincitore. L'arbitro Bill Alfonso, però, tornò sulla sua decisione decidendo che il titolo non poteva passare di mano per knockout.
Di ritorno alla IWA, Cactus Jack iniziò un feud con Leatherface, che lo aveva tradito durante un match di coppia. Contemporaneamente, continuò anche a combattere in varie federazioni indipendenti, vincendo titoli minori nei circuiti Ozark Mountain e Steel City. Il 20 agosto 1995, la IWA organizzò un torneo chiamato King of the Death Match. Ogni livello del torneo prevedeva una nuova e mortale gimmick: il primo round di Cactus Jack fu una battaglia con le mazze da baseball con filo spinato, nel quale sconfisse Terry Gordy; il secondo round fu un bed of nails match dove Cactus Jack sconfisse Shoji Nakamaki. La finale, contro Terry Funk, fu addirittura un barbed-wire rope, barbed-wire & C4 match, chiamato appositamente per l'occasione time-bomb death match, che Cactus Jack vinse grazie all'aiuto esterno ricevuto da Tiger Jeet Singh. Dopo l'incontro, entrambi i lottatori erano malconci, sanguinanti, feriti dal filo spinato e bruciacchiati dalle esplosioni causate dal C4. A posteriori Foley dichiarerà di aver ricevuto solo 300 dollari per una performance così sfibrante e rischiosa, ma che "in retrospettiva era uno degli incontri di cui andava più fiero." Dopo il torneo, fece coppia con Tracy Smothers con il quale vinse e detenne per un breve periodo gli IWA tag team titles.
Ritornò nuovamente in ECW interpretando la parte del venduto che si sperticava in lodi per le federazioni maggiori e più potenti come la WWF e la WCW, cosa che fece infuriare realmente molti fan dell'ECW. La rabbia del pubblico si intensificò quando iniziò a girare la voce che presto sarebbe passato alla WWF (Nella sua autobiografia Have a Nice Day, racconta di un incidente che aveva coinvolto un roadie ECW che vendeva delle magliette con la sua effigie durante una serata a New York; il tizio era stato pesantemente malmenato ed insultato dai fan inferociti). Il suo ultimo match in ECW, fu contro Whipwreck nell'aprile 1996. I fan ECW presenti, consapevoli della sua partenza, intonarono il coro: "Per favore non andartene!" per tutta la durata della contesa. Dopo il match, Foley prese il microfono e ringraziò lungamente il pubblico in sala. Successivamente ha affermato che la sua dipartita dalla ECW, e il commovente omaggio dei fan, è il suo momento preferito della sua carriera.

### World Wrestling Federation/Entertainment (1996–2008)

#### I tre volti di Foley (1996–1998)
Nel 1996, firmò un contratto con la World Wrestling Federation, con una nuova gimmick quella di Mankind, uno schizofrenico malato di mente che gridava costantemente (anche durante i suoi incontri) la parola "Mommy!", parlava a un ratto di nome George, godeva nel provare dolore compiendo atti autolesionistici su se stesso (come per esempio strapparsi da solo i capelli), indossando una maschera, vivendo rinchiuso in un locale caldaia; è da qui che nacque il Boiler Room Brawl match. La sua catchphrase era "Have a nice day!". Il nome originale che Vince McMahon aveva per il personaggio era "Mason the Mutilator", ma Foley pensò che "Mankind" sarebbe stato un nome migliore e McMahon acconsentì al cambiamento. Nella puntata di Raw is War del 1º aprile 1996, il giorno dopo WrestleMania XII, Mankind fece il suo debutto sconfiggendo Bob Holly. Poco tempo dopo iniziò una faida con The Undertaker, i due iniziarono ad interferire nei loro rispettivi incontri fino a quando si sono affrontati nel primo Boiler Room Brawl di sempre, che consisteva nell'uscire dal locale caldaia e prendere l'urna da Paul Bearer. The Undertaker ottenne apparentemente la vittoria, ma Bearer si rifiutò di dargli l'urna, che diede a Mankind vincendo il match. Dopo aver tradito The Undertaker, Paul Bearer iniziò a fare da manager a Mankind, che incominciò a riferirsi a Bearer come "Uncle Paul". Mankind ottenne il posto di primo sfidante affrontando l'allora WWF Champion Shawn Michaels a In Your House 10: Mind Games. Michaels vinse per squalifica a causa dell'interferenza di Vader e Undertaker. La faida tra Mankind e Undertaker continuò quando si affrontarono nel primo Buried Alive match di sempre a In Your House 11: Buried Alive. Undertaker vinse il match, ma Paul Bearer, The Executioner, Mankind e altri heel attaccarono Undertaker seppellendolo vivo. In seguito, The Undertaker sfidò Mankind in un match alle Survivor Series, vinto da The Undertaker. La rivalità continuò in un altro match svoltosi l'anno successivo a In Your House 14: Revenge of the 'Taker per il WWF Championship (titolo vinto da The Undertaker a WrestleMania 13). L'incontro fu vinto da The Undertaker e Bearer si distaccò da Mankind continuando la rivalità con il becchino. Nelle settimane successive, Jim Ross iniziò a fare delle interviste a Mankind. Durante le interviste, Ross menzionò dei video riguardanti Foley che interpretava il personaggio di Dude Love. In quel periodo, Steve Austin e Shawn Michaels avevano vinto il WWF Tag Team Championship contro Owen Hart e The British Bulldog, ma più tardi Michaels si infortunò e non poté lottare. Mankind cercò di rimpiazzarlo, ma Austin disse che "non voleva avere niente a che fare con un maniaco". A metà incontro, debuttò con un nuovo personaggio, conosciuto come Dude Love, che ha aiutato Austin a vincere l'incontro, diventando il nuovo campione di coppia WWF.

#### Faida con The Undertaker (1998)
Iniziò, quindi, una faida con The Undertaker: i due si affrontarono in diverse occasioni, tra cui il primo Boiler Room Brawl match della storia, dove i due lottarono all'interno del locale caldaia, dove Foley vinse anche grazie al tradimento del suo manager Paul Bearer. Al pay-per-view King of the Ring, i due si affrontarono per la terza volta in un Hell in a Cell match, che dette vita ad uno degli incontri più celebri nella storia del wrestling.
Durante il match, infatti, Foley accusò numerosi infortuni e fece due pericolosi e spettacolari voli dalla cima della gabbia: il primo ebbe luogo quando tutti e due i wrestler si stavano azzuffando sul tetto della struttura e Undertaker gettò Mankind da una altezza di cinque metri facendolo atterrare sul tavolo dei commentatori della TV spagnola sfasciandolo. L'episodio, in parte improvvisato, fece urlare al telecronista Jim Ross la famosa frase: «Good God almighty! Good God almighty! That killed him! As God as my witness, he is broken in half!» ("Buon Dio onnipotente! Buon Dio onnipotente! Questo l'ha ucciso! Dio mi è testimone, si è spezzato in due!") e «Oh my God! Somebody stop the damn match!» ("Oh mio Dio! Qualcuno fermi questo dannato match!"). La seconda caduta avvenne quando, ancora una volta, i due lottatori erano in cima alla gabbia: Undertaker eseguì una chokeslam su Mankind e una sezione del tetto della gabbia cedette sotto il peso di Foley, facendolo precipitare rovinosamente all'interno del ring; inoltre, una sedia che era stata portata in cima alla gabbia cadde anch'essa colpendolo in faccia, spaccandogli un dente, che gli finì in una narice. Mankind rimase incosciente per qualche momento a causa del forte impatto ma riuscì comunque a portare a termine il match dopo essersi rialzato; anche se poi perse l'incontro, sia lui che Undertaker ricevettero lunghe ovazioni da parte del pubblico per lo spettacolo, l'incredibile violenza e l'impegno profuso nel match. A causa di tutto ciò, questo match sarà considerato, oltre che tra i più spettacolari, forse il match più brutale e cruento nella storia della WWE a tal punto che dopo il match il chairman Vince McMahon ringraziò Foley del lavoro di quella sera ma gli disse che non avrebbe mai più voluto assistere a una cosa del genere.
A proposito di questo celebre incontro, scrisse nella sua autobiografia, che non si ricordava molto di quanto era successo e che dovette rivedersi il match in TV per poterne scrivere. L'incontro fu votato "Match of the Year" per il 1998 dalla prestigiosa rivista specializzata Pro Wrestling Illustrated e anche se molti fan ricordano l'incontro come un classico, esso generò diverse polemiche circa la scarsa sicurezza e la troppa brutalità contenute: in particolare la critica affermò che per superare gli standard di spettacolarità dell'incontro in questione inevitabilmente si sarebbero dovuti ridurre gli standard di sicurezza a scapito dell'incolumità dei wrestler coinvolti. In aggiunta, nella sua autobiografia, Terry Funk scrisse che entrambe le cadute, inclusa la seconda attraverso il soffitto della gabbia, erano state pianificate in precedenza, ma che non era stato previsto che il tetto della gabbia cedesse; doveva infatti solo deformarsi. Lo stesso Foley affermò, nel suo primo libro, che sua moglie scoppiò a piangere durante una conversazione telefonica dopo il match, essendo ancora traumatizzata per i colpi che aveva subito, e che questo episodio gli aveva fatto considerare fortemente la possibilità di ritirarsi per sempre.

#### WWF Champion e varie faide (1998–2000)
In seguito, formò un team con Kane riuscendo a vincere i WWF Tag Team Championship in due occasioni.
Dopo essersi separato da quest'ultimo ebbe una storyline con Vince McMahon, il quale creò il WWF Hardcore Championship per Mankind. McMahon però manipola Mankind col solo scopo di far diventare campione The Rock alle Survivor Series con uno Screwjob. Riuscirà poi a sconfiggere The Rock a Rock Bottom: In Your House ma Vince non permetterà a Mankind di diventare campione.
La sua ultima grande faida fu quella contro Triple H, nata alla fine del 1999. Ritornò alla gimmick di Cactus Jack per alcuni mesi, impegnandosi in match violentissimi tra cui un altro Hell in a Cell Match a No Way Out 2000, con in palio il titolo mondiale e la carriera di Foley. Anche questo match venne ricordato come uno dei suoi più spettacolari e violenti, in particolare per due incredibili cadute che ricordano il precedente Hell in a Cell con Undertaker: la prima addosso al tavolo dei commentatori, dopo che Triple H, in cima alla gabbia, gli schiacciò le mani, mentre tentava di arrampicarsi e raggiungerlo; la seconda dalla cima della gabbia, dopo un tentativo di Piledriver da parte di Foley ribaltato poi da HHH in un Back Body Drop. Anche in questa occasione, sfondò la struttura e si schiantò sul ring, sprofondando su di esso. Il match viene vinto da Triple H e Foley fu costretto a ritirarsi. Tornerà alcune settimane dopo quando Linda McMahon gli chiederà di lottare a WrestleMania 2000 contro Triple H, The Rock e Big Show. Il match verrà nuovamente vinto da Triple H e questo sarà l'ultimo match di Foley per quattro anni.

#### Commissioner (2000–2001)
Dopo il ritiro, fu nominato commissioner, dove lavora fino alla fine del 2001. Fino al 2003 non si farà vedere.

#### Ritorno e varie faide (2003–2008)

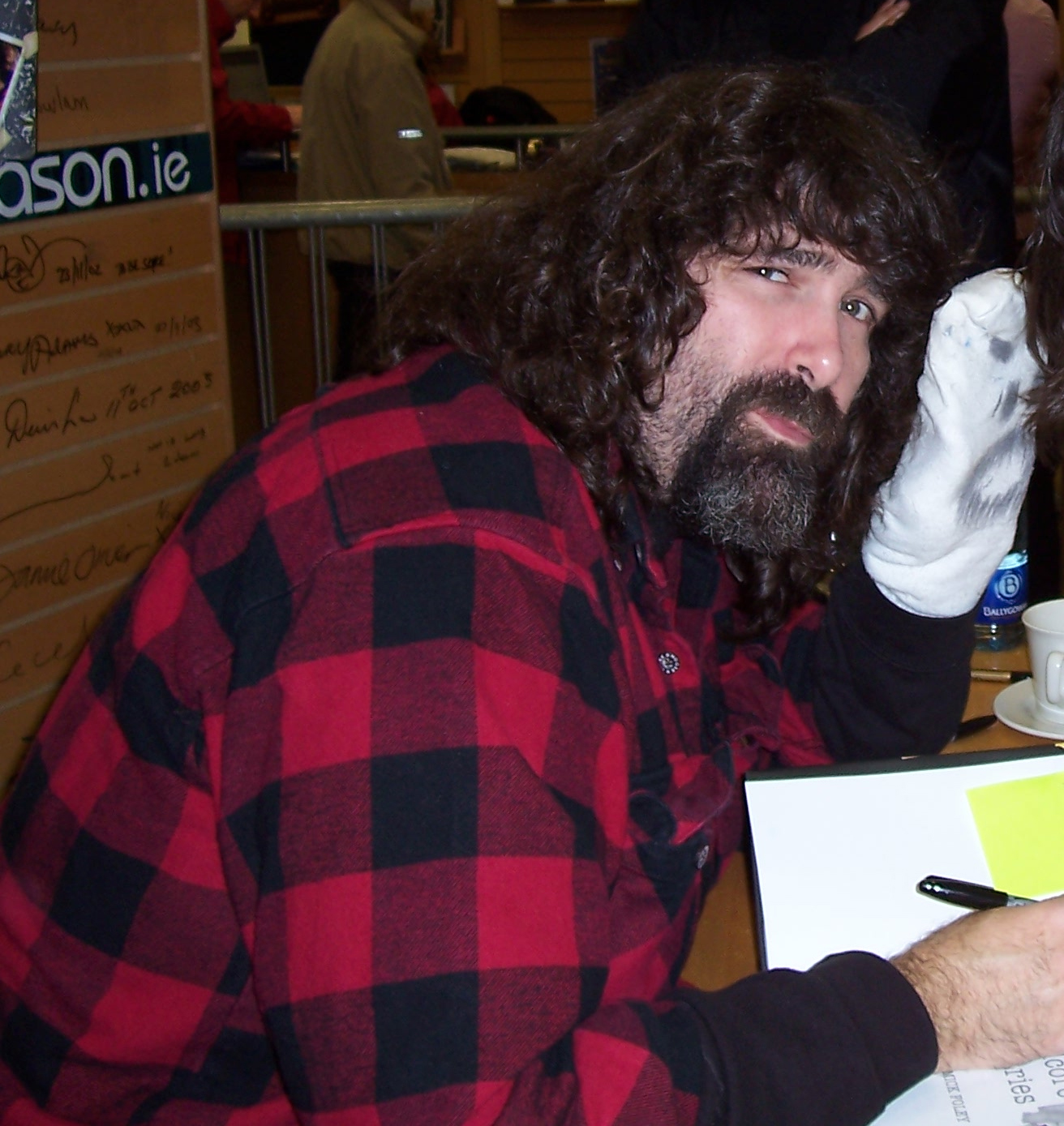
Mick Foley con Mr. Socko durante una sessione di autografi

Foley tornò stabilmente negli schermi WWE nel 2003, quando fu nominato da Steve Austin arbitro speciale per l'Hell In A Cell tra Triple H e Kevin Nash a Bad Blood 2003. Successivamente fu nominato co-general manager di Raw al posto dello stesso Austin, costretto a rinunciare all'incarico per stipulazione. Subito dopo Foley iniziò una faida con Randy Orton, con quest'ultimo che iniziò a provocarlo e umiliarlo pubblicamente per farlo tornare a lottare.
La faida con Orton proseguì anche nel 2004: dopo un iniziale momento di ritrosia in cui sembrava avesse abbandonato i suoi propositi di ritorno sul ring, Foley tornò in azione partecipando alla Royal Rumble 2004 entrando col numero 21 (che avrebbe dovuto essere Test, messo fuori gioco presumibilmente proprio da Foley che prese il suo posto) ed eliminando Orton (e se stesso) dalla contesa, proseguendo poi la rissa a bordo ring. Durante questo periodo Foley riformò brevemente l'alleanza con The Rock per sfidare Orton e il resto dell'Evolution a WrestleMania XX, dove uscirà sconfitto schienato proprio da Orton. La faida con il Legend Killer culminò in un hardcore match a Backlash 2004, match vinto da Orton in cui comunque Foley fece un'ottima figura, combattendo un match violentissimo giudicato da molti il migliore del 2004. Da quel momento Foley iniziò ad alternare la carriera di wrestler occasionale a quella di scrittore affermato.

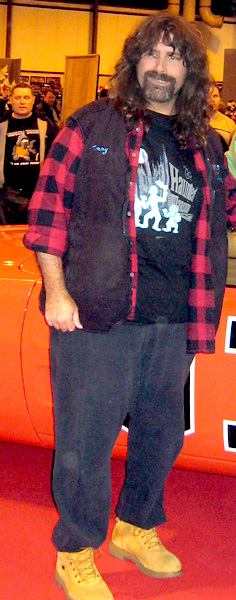
Mick Foley nel 2007

Nel 2005 fa da commentatore a ECW One Night Stand 2005, per poi avere incontri contro Carlito a Taboo Tuesday 2005 (nei panni di Mankind) e contro John "Bradshaw" Layfield a Tribute to the Troops 2005, entrambi vinti.
Sarà nel 2006 che apparirà più spesso in WWE, avendo una faida con Edge. Foley è stato infatti l'arbitro speciale di un match fra Edge e John Cena per il titolo mondiale; il match sarà vinto da Cena, con Edge che attaccherà Foley per vendicarsi. La settimana successiva, Edge sfiderà Foley per un match a WrestleMania 22; Foley accetterà, a patto che il match sia un Hardcore Match. Il match sarà perso da Foley (grazie anche alle interferenze di Lita), che come sempre metterà in scena un match violentissimo che finirà con una spear della Rated R Superstar su un tavolo infuocato.
Dopo il match di Wrestlemania, incredibilmente Foley si allea con Edge, che secondo Foley aveva fatto la storia dell'hardcore a WrestleMania 22, effettuando quindi un turn heel. I due inizieranno poi una faida con i rappresentanti della rediviva ECW Terry Funk e Tommy Dreamer. A ECW One Night Stand 2006, Foley, Edge e Lita, la compagna di Edge, sconfiggono Funk, Dreamer e Beulah McGillicutty, compagna di Dreamer in ECW.
Foley riesumerà quindi la sua rivalità con Ric Flair. I due, infatti, si erano denigrati a vicenda nelle rispettive autobiografie, ossia Have a Nice Day! A Tale of Blood and Sweatsocks e To be The Man. Flair sfida quindi Foley ad un 2 out of 3 Falls match a Vengeance 2006, asserendo di poter sconfiggere Foley in un match di wrestling puro. Foley infatti perde, ma solo quando si fa squalificare attaccando Flair con armi illegali.
La loro faida prosegue fino a SummerSlam, dove si sfidano in un I Quit Match; il match, estremamente duro e sanguinoso, tira fuori il lato più violento di Flair e quello più debole di Foley: The Nature Boy prova infatti a far cedere in tutti i modi Foley, che non cede fino a quando Flair tenta di colpire Melina, presente all'angolo di Foley. Foley salva quindi Melina, ma così facendo perde il match. La settimana successiva, a Raw, Mick Foley è costretto ad entrare al "Kiss my ass club" di Vince McMahon, ossia il gruppo di persone che hanno baciato il fondoschiena del proprietario della WWE. Dopo aver fatto ciò, Melina tradisce Foley attaccandolo, mentre McMahon licenzia Foley.
A Vengeance 2007, Foley ha partecipato ad un match valido per il WWE Championship; al match hanno partecipato Randy Orton, King Booker, Bobby Lashley ed il campione John Cena; a vincere è stato quest'ultimo, il quale ha quindi conservato il titolo.
A Backlash 2008, Foley ha debuttato nel ruolo di color commentator per il roster di SmackDown.

### Total Nonstop Action Wrestling (2008-2011)

#### TNA World Heavyweight Champion e varie faide (2009-2011)

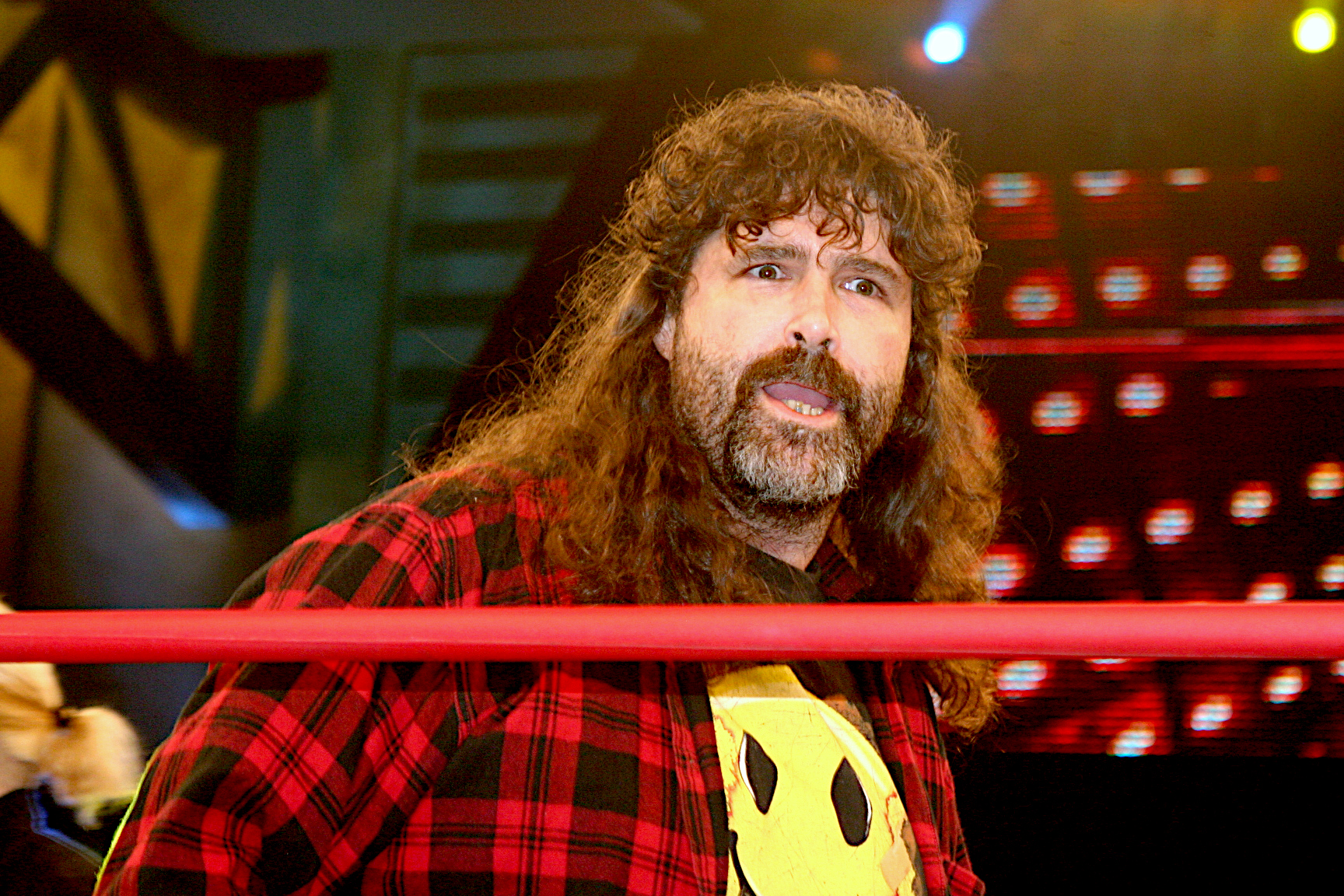
Mick Foley durante il periodo in TNA

Nel mese di agosto 2008, Foley e la WWE hanno posto fine al contratto tra le parti. Il wrestler fu messo sotto contratto dalla Total Nonstop Action Wrestling dove ha debuttato in un promo durante un house show tenutosi il 5 settembre 2008 a Long Island.
Il 19 aprile 2009 Foley affronta e sconfigge Sting a TNA Lockdown in un incontro valido per il TNA World Heavyweight Championship, laureandosi così per la quarta volta campione del mondo. Dopo aver perso il titolo mondiale TNA, Foley, nei tapings di Impact! successivi a TNA Victory Road 2009, si laurea TNA Legends Champion. Dopo aver perso il titolo contro Kevin Nash, ha una faida con Abyss.

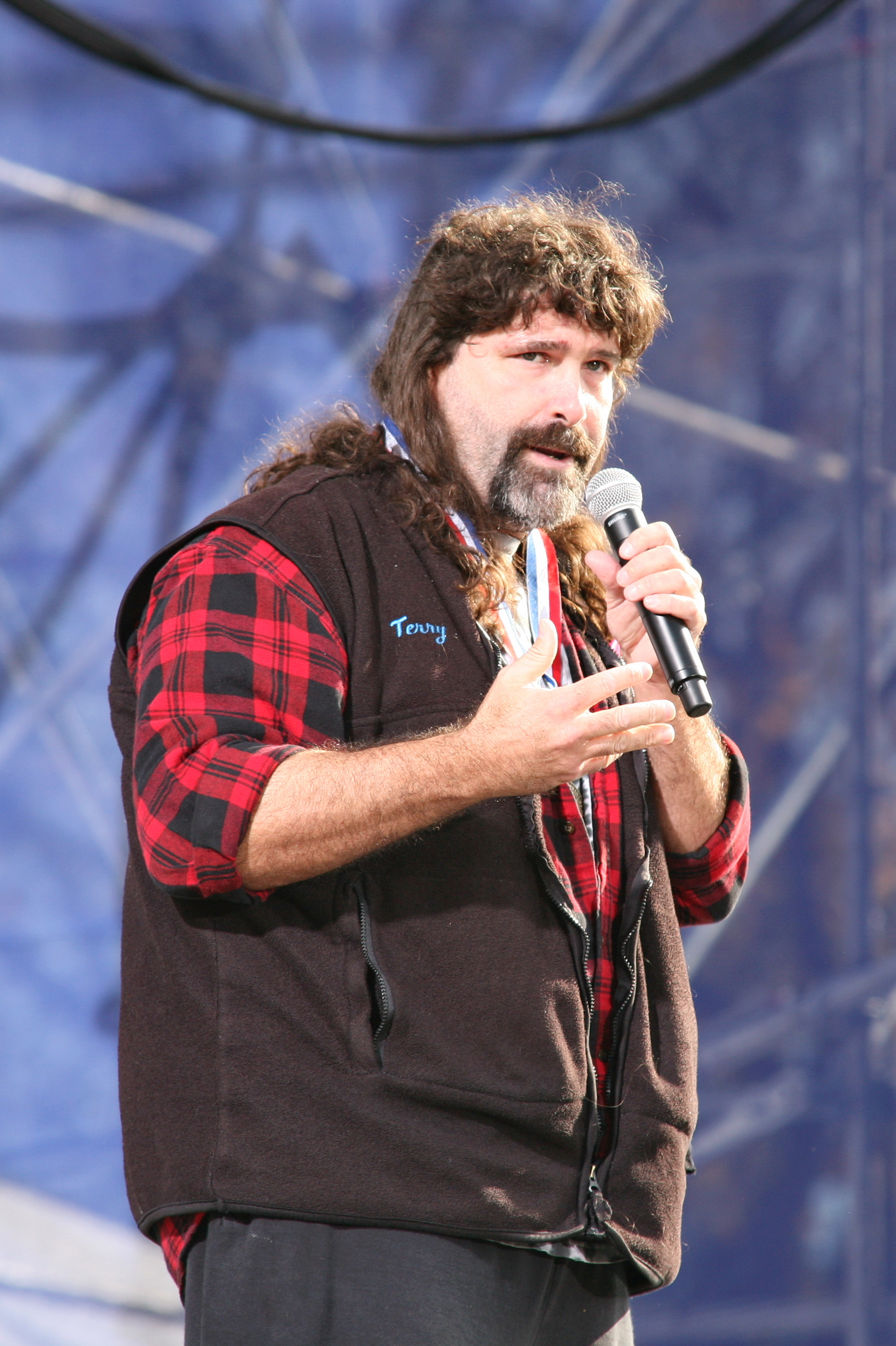
Foley nel 2010

Durante la puntata TNA del 21 gennaio 2010, Eric Bischoff esce dallo stage licenziando Foley (kayfabe). Il 22 marzo, ad iMPACT, perde un Loser is fired match contro Jeff Jarrett e abbandona la TNA, dopo aver steso nel backstage Bubba The Love Sponge. Ad Hardcore Justice ritorna nella TNA nelle vesti di arbitro speciale per il match tra Tommy Dreamer e Raven, poi vinto da quest'ultimo.
Foley torna in TNA il 12 luglio 2010, durante la registrazione dell'edizione del 15 luglio di Impact!, guidando l'invasione di altri ex wrestler ECW: il TNA World Heavyweight Champion Rob Van Dam, Tommy Dreamer, Raven, Steven Richards, Rhino, Brother Devon, Pat Kenney e Al Snow, che formano la stable degli EV 2.0. La settimana seguente, il presidente della TNA Dixie Carter ha accettato di riammetterli in ECW durante il pay-per-view Hardcore justice: The Last Stand, come una celebrazione del wrestling hardcore e un addio definitivo alla società. All'evento, Foley arbitra una resa dei conti finale tra Tommy Dreamer e Raven. L'edizione post pay-per-view di Impact! vede gli ex ECW, noti collettivamente come Extreme Version 2.0 (EV 2.0), aggrediti da AJ Styles, Kazarian, Bobby Roode, James Storm, Douglas Williams e Matt Morgan, tutti membri dei Fourtune di Ric Flair, che pensavano di non meritare di essere in TNA.
Nel mese di agosto, Foley ha iniziato a scrivere una rubrica settimanale on line sul sito web della TNA. Nella puntata di Impact! del 7 ottobre 2010, Foley ha sconfitto Ric Flair in un Last Man Standing match. A Bound for Glory, Foley era all'angolo degli EV 2.0, quando Dreamer, Raven, Rhino, Richards e Sabu sconfissero i membri della Fortune A.J. Styles, Kazarian, Morgan, Roode e Storm in un Lethal Lockdown.
Dopo una assenza dagli schermi durata due mesi, Foley ritorna nell'edizione del 23 dicembre di Impact!, affrontando i Fortune e gli Immortal. In casa TNA introduce Chyna e modifica il nome dello show della TNA da "Impact" a "Impact Wrestling". Il 19 maggio, Foley è impegnato con Hulk Hogan e con Spike TV. Nella puntata del 26 maggio interviene per difendere la X-Division e sancisce un match per l'omonimo titolo tra lui e il campione in carica Abyss, match al quale però prenderà parte Brian Kendrick in sua sostituzione. Nell'ultima puntata di Impact Wrestling, Mick Foley è stato rimosso a sorpresa dall'incarico di rappresentante del Network. Questa storyline è stata ideata per permettere a Foley di lasciare la TNA, come da richiesta dell'atleta. L'addio è stato ufficializzato il 5 giugno 2011.

### Ritorno in WWE (2011–presente)

#### Apparizioni sporadiche (2011–2015)

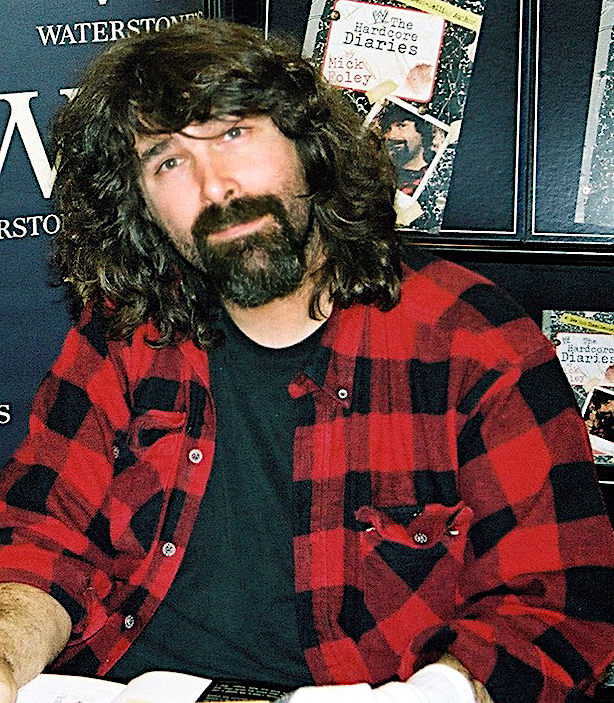
Mick Foley nel 2011

Il 21 ottobre 2011 la WWE ha ufficializzato il ritorno della leggenda Hardcore, che ha avuto luogo il 14 novembre nella puntata di Raw pre Survivor Series. Foley è tornato in WWE il 1º novembre in un house show della compagnia a Dublino e on-screen nella puntata di Raw del 14 novembre, dove prende in giro John Cena, ma viene interrotto da The Rock che gli rifila una Rock Bottom.
Riappare nuovamente come guest host il 28 novembre, nella puntata "Special Holiday" mandata in onda martedì invece che venerdì, vestendo i panni di Babbo Natale. In seguito è apparso nella puntata di Raw del 16 gennaio 2012 dicendo di aver intenzione di partecipare alla Royal Rumble e nella stessa sera interviene nel main event facendo coppia con CM Punk aiutandolo nella vittoria del match. Alla fine del match John Laurinaitis decide di ribaltare l'esito dello stesso, in quanto Foley non era autorizzato a fare parte del match; dopo una discussione, Laurinatis attacca la leggenda Hardcore tirandogli il microfono in testa.
Nella puntata di Raw del 23 gennaio 2012, John Laurinatis annuncia che Foley sarà uno dei trenta partecipanti al Royal Rumble match. Alla Rumble entra col numero 7 e riesce ad eliminare Primo, Epico e Justin Gabriel, prima di essere eliminato da Cody Rhodes. Regala, inoltre, uno dei momenti più divertenti della Rumble quando fa scontrare il suo calzino Mr. Socko con il Cobra di Santino Marella. Foley, in seguito, su Twitter dichiara di voler avere un ruolo da commentatore a WrestleMania XXVIII nel match tra Triple H e The Undertaker, trovando tuttavia il rifiuto della WWE alla sua proposta. A WrestleMania, comunque, è stato presente in un segmento con Santino Marella e con uno dei protagonisti di Deadliest Catch, mangiando delle zampe di aragosta fino a scatenare un putiferio e causando l'intervento di Ron Simmons con la sua solita frase "Damn!". Foley è poi apparso nella puntata di Smackdown del 10 aprile commentando il match fra Heath Slater e Tyson Kidd conto gli Usos, con la vittoria di questi ultimi, ma a fine match usa il suo famoso Mr. Socko contro Jimmy Hart.

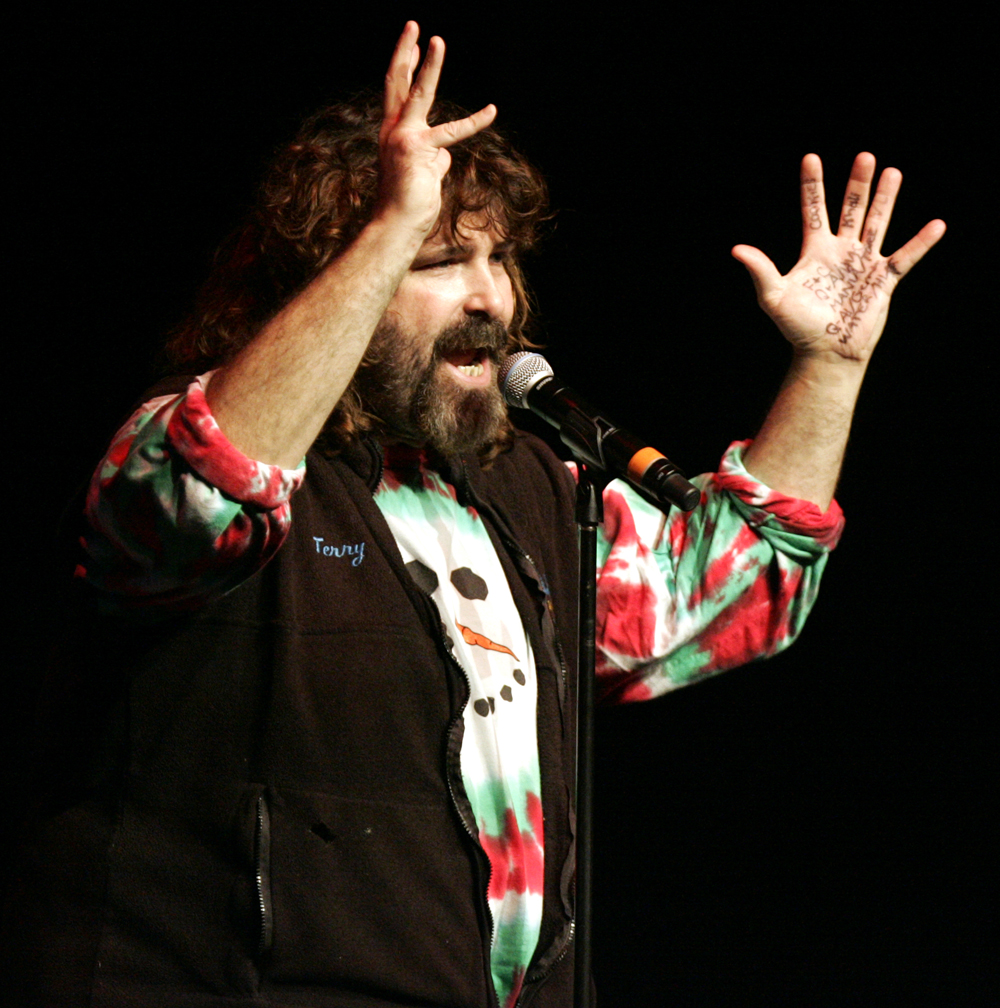
Mick Foley durante il suo one-man show (2012)

Viene nominato il 18 giugno 2012 General Manager dei due roster per una settinana, dopo la sconfitta di Big Show a No Way Out e il conseguente licenziamento di John Laurinaitis. Il 22 giugno viene annunciato che a prendere il suo posto sarà Vickie Guerrero, che avrà come assistente The Great Khali.
Ritorna a sorpresa nella puntata di Raw 1000 dove, nei panni di Dude Love, balla insieme a Brodus Clay per festeggiare la veloce vittoria del Funkosaurus contro Jack Swagger. Al termine del balletto rifila Mr. Socko ai danni di Swagger.
Nella puntata di Raw del 24 settembre, affronta verbalmente il WWE Champion CM Punk, in cui lo rimprovera per essersi alleato con Paul Heyman e gli dice che se vuole conquistare veramente il rispetto della WWE dovrà affrontare nell'Hell in a Cell John Cena e uscirne vincitore. Nel backstage, viene attaccato dallo stesso Punk, ma in suo aiuto arriva Ryback, che osserva e allontana CM Punk con aria minacciosa.
Nella puntata di Raw del 29 ottobre, CM Punk si presenta sullo stage dicendo a tutti che si sbagliavano e che lui è riuscito a porre fine all'imbattibilità di Ryback. Entra quindi in scena Foley, che lo sfida per le imminenti Survivor Series nel match a squadre Team Punk vs Team Foley. A fine puntata, i due nominano le squadre: il Team Punk vedrà il campione WWE come capitano, Alberto Del Rio, Damien Sandow, The Miz e Cody Rhodes, mentre Foley risponde con Kofi Kingston, Daniel Bryan, Kane, Randy Orton e Ryback come capitano (Foley non sarà uno dei lottatori). Tuttavia, nella puntata del 5 novembre, Vince McMahon stravolge le cose e impegna Punk e Ryback in un altro match, portando alla sostituzione del WWE Champion con Dolph Ziggler. Inoltre The Miz lascia il Team Punk, venendo poi sostituito da Wade Barrett. Nella puntata dopo, Miz chiede a Mick il permesso di far parte del suo team e quest'ultimo accetta a patto che nel voto ci siano anche Santino Marella e Zack Ryder. Miz viene votato e entra a fare parte del Team Foley. Il Team Foley viene sconfitto dal Team Ziggler.
L'11 gennaio la WWE ufficializza sul suo sito che Mick Foley sarà il primo introdotto nella WWE Hall of Fame del 2013. La cerimonia si è tenuta il 6 aprile 2013 al Madison Square Garden.
Foley è tornato on-screen nella puntata di Raw del 22 aprile 2013, dove si confronta con Ryback fino a quando fu salvato da John Cena. È inoltre apparso nel post-show di Extreme Rules per fornire un'analisi sul pay-per-view appena concluso. Il 18 dicembre a WWE Main Event è apparso come "Foley Claus", aiutando The Miz a sconfiggere Curtis Axel.
Foley è tornato nella puntata di Raw del 20 ottobre 2014, dove ha partecipato ad un segmento con Seth Rollins e Dean Ambrose, avvertendoli dei rischi dell'Hell in a Cell match.
Il 14 marzo 2016 ritorna a Raw per incoraggiare Dean Ambrose in vista del suo match a WrestleMania 32 contro Brock Lesnar e donandogli la sua mazza da baseball avvolta nel filo spinato in un vero e proprio passaggio di testimone. Il 3 aprile compare a WrestleMania 32 accompagnato da Shawn Michaels e da Steve Austin e insieme distruggono la League of Nations, squadra formata da Sheamus, Wade Barrett, Alberto Del Rio e Rusev.

#### General Manager diRaw(2016–2017)
Durante la puntata di Raw del 18 luglio, l'ultima prima del draft che separerà di nuovo il roster rosso da SmackDown, Stephanie McMahon, commissioner di Raw, lo nomina General Manager dello show del lunedì. Nella puntata di Raw del 13 marzo, Foley annuncia di aver intenzione di licenziare qualcuno. Verso la fine della puntata, annuncia che il nome da licenziare è proprio quello di Stephanie McMahon. Tuttavia non può farlo, e in seguito sopraggiunge Triple H che lo deride e lo insulta. Foley però aggredisce il COO con il suo famoso calzino "Mr. Socko", salvo dopo essere colpito proprio dalla commissioner con un low blow, ed essere pestato da Triple H fino al sopraggiungere di Seth Rollins. La settimana successiva viene infine licenziato da Stephanie (kayfabe). Questo è servito a Foley per prendersi un periodo di pausa dato che dovrà operarsi all'anca per recuperare dai numerosi acciacchi della sua carriera da wrestler.

#### Apparizioni sporadiche (2017–presente)
Nella puntata di Raw del 10 settembre 2018, Foley ha interrotto il promo di Elias annunciando che sarà l'arbitro speciale dell'Hell in a Cell match tra Braun Strowman e Roman Reigns per il WWE Universal Championship detenuto da quest'ultimo. Durante l'omonimo evento, Brock Lesnar ha interferito nella contesa e Foley è stato messo fuori gioco da Paul Heyman con uno spray al peperoncino negli occhi, decretando di fatto il no-contest.
Nella puntata di Raw del 20 maggio 2019, Foley ha rivelato un nuovo titolo, il 24/7 Championship, che come l'Hardcore Championship può essere difeso in qualsiasi luogo, in qualsiasi momento e in ogni roster WWE (Raw, SmackDown, 205 Live, NXT e NXT UK) purché ci sia un arbitro con la regola "24/7".

## Vita privata

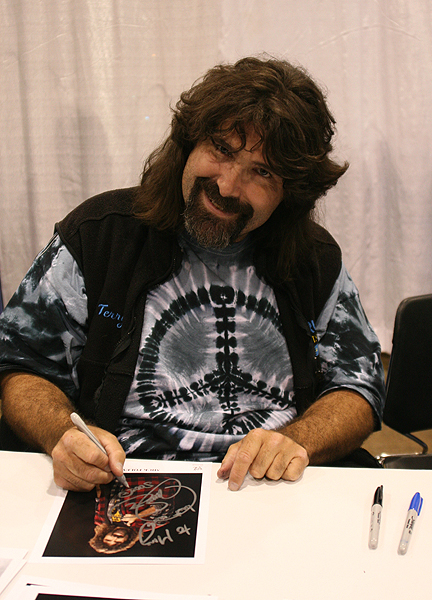
Mick Foley nel 2008

Foley è sposato con Colette (nata Christie). La coppia ha avuto tre figli e una figlia: Dewey Francis (1992), Noelle Margaret (1993), Michael Francis Jr. (2001), e Hughie Francis (2003).
Durante il tour in Germania della WCW del 1994, in occasione del suo match con Vader del 16 marzo, rimase incastrato fra le corde e, liberandosi, perse 2/3 dell'orecchio destro, ma decise di non ricorrere alla chirurgia per farsi riattaccare la parte persa. Nel corso della sua travagliata carriera, ha "collezionato" 325 punti di sutura, 54 dei quali in un solo giorno. Ripete sempre, a bambini e non, quale sia la pericolosità del suo lavoro e di non provare mai ad imitarlo, per nessuna ragione al mondo e nemmeno nelle cose più semplici.
Il suo volto è noto anche per le diverse attività a sfondo sociale intraprese dopo il suo ritiro dal wrestling combattuto. Visita bambini negli ospedali ed è legato alla "Christian Children's Fund"; visita scuole e biblioteche in giro per gli Stati Uniti con conferenze sull'importanza della lettura nell'età adolescenziale e il valore dell'educazione. Come tanti altri wrestler WWE, fa spesso visita alle truppe militari del suo Paese impegnate nei vari conflitti in giro per il mondo.
Il primo libro che ha scritto, Have a Nice Day: A Tale of Blood and Sweatsocks, ha avuto un successo strepitoso, raggiungendo il primo posto nella classifica del New York Times.
È un sostenitore del Partito Democratico e ha spesso criticato pubblicamente l'operato del Presidente degli Stati Uniti George W. Bush.

## Personaggio
Nel corso della sua carriera, Foley ha interpretato tre personaggi:
- Cactus Jack, un selvaggio wrestler hardcore;
- Mankind, un uomo tormentato, masochista e schizofrenico, che ha comportamenti del tutto insoliti e inusuali;
- Dude Love, un playboy ballerino fricchettone, parodia di Shawn Michaels, del quale riprende in chiave ironica il tatuaggio sul braccio e la finisher, che passa da Sweet chin music a Sweet shin music;

Questi tre personaggi si sono spesso intercambiati tra loro e in certi periodi Foley li ha interpretati tutti e tre insieme, come nella Royal Rumble 1998 o in alcune puntate di Raw.
Nonostante ciò, Foley, per gran parte della sua carriera, veniva chiamato semplicemente con il suo nome e anche quando interpretava qualcuna delle sue gimmick si sentivano cori come "Foley is God", essendo diventato un beniamino del pubblico.

### Mosse finali
- Come Mankind/Mick Foley
  - Double underhook DDT

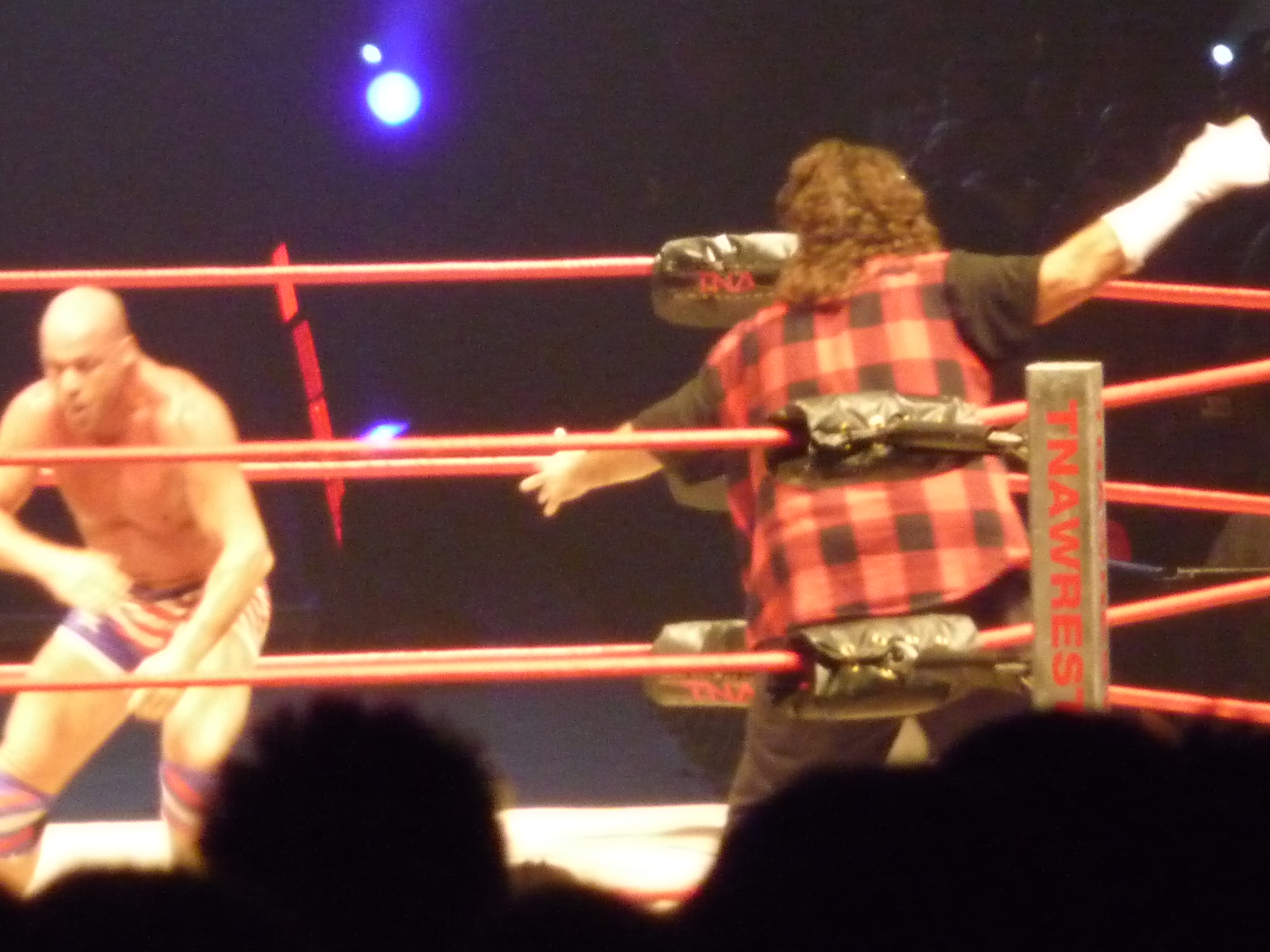
Mick Foley si appresta ad eseguire la Mandible Claw su Kurt Angle

  - Mr. Socko (Mandible Claw, spesso eseguita con un calzino infilato dentro la mano)
- Come Cactus Jack
  - Cactus Elbow/Hipbuster (Diving elbow drop dall'apron ring)
  - Stump Puller Piledriver (Pulling piledriver) – 1991–1997
  - Double underhook DDT
- Come Dude Love
  - Love Handle (Mandible Claw)
  - Sweet Shin Music (Superkick alla tibia, seguito dalla Double underhook DDT)

### Soprannomi
- "The Hardcore Legend"
- "The Unpredictable"
- "Mrs. Foley's Baby Boy"

### Manager
- Downtown Bruno
- Freddie Fargo
- Paul Bearer
- Victor Quinones

## Titoli e riconoscimenti
- Continental Wrestling Association
  - CWA Tag Team Championship (1) – con Gary Young
- Extreme Championship Wrestling
  - ECW World Tag Team Championship (2) – con Mikey Whipwreck
- Extreme Mid-South Wrestling
  - North American Championship (3)
- George Tragos/Lou Thesz Professional Wrestling Hall of Fame
  - Frank Gotch Award (2010)
- International Wrestling Association of Japan
  - IWA World Tag Team Championship (IWA Japan version) (1) – con Tracy Smothers
  - King of the Deathmatch (1995)
- North American Wrestling
  - NAW Heavyweight Championship (1)
- National Wrestling League
  - NWL Heavyweight Championship (1)
- Ozark Mountain Wrestling
  - OMW North American Heavyweight Championship (1)
- Pro Wrestling Illustrated
  - Most Inspirational Wrestler of the Year (1993)
  - Match of the Year (1998) - vs. The Undertaker a King of the Ring
  - Match of the Year (1999) - contro The Rock a Royal Rumble
  - 19º tra i 500 migliori wrestler singoli nella PWI 500 (1999)
  - 46º tra i 500 migliori wrestler singoli nella "PWI Years" (2003)
- Professional Wrestling Hall of Fame
  - Classe del 2017
- Steel City Wrestling
  - SCW Heavyweight Championship (1)
  - SCW Tag Team Championship (1) – con The Blue Meanie
- Total Nonstop Action Wrestling
  - TNA Legends Championship (1)
  - TNA World Heavyweight Championship (1)
- World Championship Wrestling
  - WCW World Tag Team Championship (1) – con Kevin Sullivan
- World Class Championship Wrestling
  - USWA World Tag Team Championship (1) – con Scott Braddock
  - WCWA World Light Heavyweight Championship (1)
  - WCWA World Tag Team Championship (2) – con Scott Braddock (1) e Super Zodiak II (1)
- World Wrestling Federation/Entertainment
  - WWF Tag Team Championship (8) – con Steve Austin (1), Chainsaw Charlie (1), Kane (2), The Rock (3) e Al Snow (1)
  - WWF Championship (3)
  - WWF Hardcore Championship (1)
  - WWE 24/7 Championship (2)
  - WWE Hall of Fame (classe del 2013)
- Wrestling Observer Newsletter
  - Best Brawler (1991–2000)
  - Best on Interviews (1995, 2004, 2006)
  - Best Pro Wrestling Book (2010) – Countdown to Lockdown
  - Feud of the Year (2000) - vs. Triple H
  - Most Disgusting Promotional Tactic (1993) - Cactus Jack amnesia angle
  - Readers' Favorite Wrestler (1998)
  - Wrestling Observer Newsletter Hall of Fame (classe del 2000)

## Filmografia

### Cinema
- Staten Island, regia di Aditya Chandora (2007) - cameo
- Anamorph - I ritratti del serial killer (Anamorph), regia di Henry Miller (2007) - cameo
- Chokeslam, regia di Robert Cuffley (2016)
- In viaggio verso un sogno - The Peanut Butter Falcon (The Peanut Butter Falcon), regia di Tyler Nilson e Michael Schwartz (2019)
- 12 Hour Shift, regia di Brea Grant (2020)

### Televisione
- Crescere, che fatica! (Boy Meets World) - serie TV, episodio 7x02 (1999)
- L'incredibile Michael (Now and Again) - serie TV, episodio 1x22 (2000)
- Tiny Apartment - serie TV, episodio 1x03 (2010)
- 30 Rock - serie TV, 6x04 episodio (2012)
- Lo show di Big Show (The Big Show Show) – serie TV, episodio 1x06 (2020)

## Doppiatori italiani
- Giovanni Petrucci in 30 Rock
- Matteo Brusamonti in In viaggio verso un sogno - The Peanut Butter Falcon
- Roberto Accornero ne Lo show di Big Show

## Opere
- Foley, Mick (1999) Have a Nice Day: A Tale of Blood and Sweatsocks. ReganBooks. ISBN 0-06-039299-1.
- Foley, Mick (2000) Mick Foley's Christmas Chaos. ReganBooks. ISBN 0-06-039414-5.
- Foley, Mick (2001) Mick Foley's Halloween Hijinx. HarperCollins Publishers. ISBN 0-06-000251-4.
- Foley, Mick (2002) Foley Is Good: And the Real World is Faker Than Wrestling. ReganBooks. ISBN 0-06-103241-7.
- Foley, Mick (2003) Tietam Brown. Knopf. ISBN 0-375-41550-5.
- Foley, Mick (2004) Tales From Wrescal Lane. World Wrestling Entertainment. ISBN 0-7434-6634-9.
- Foley, Mick (2005) Scooter. Knopf. ISBN 1-4000-4414-6.